# Dosinia stabilis
Dosinia stabilis је врста слановодних морских шкољки из рода Dosinia и породице Veneridae тзв. Венерине шкољке.

## Станиште
Станиште врсте је море, подручја са сланом водом.

## Синоними
- Bonartemis stabilis Iredale, 1929
- Dosinia juvenilis Lamprell & Whitehead, 1992